# Tournoi de tennis de Richmond

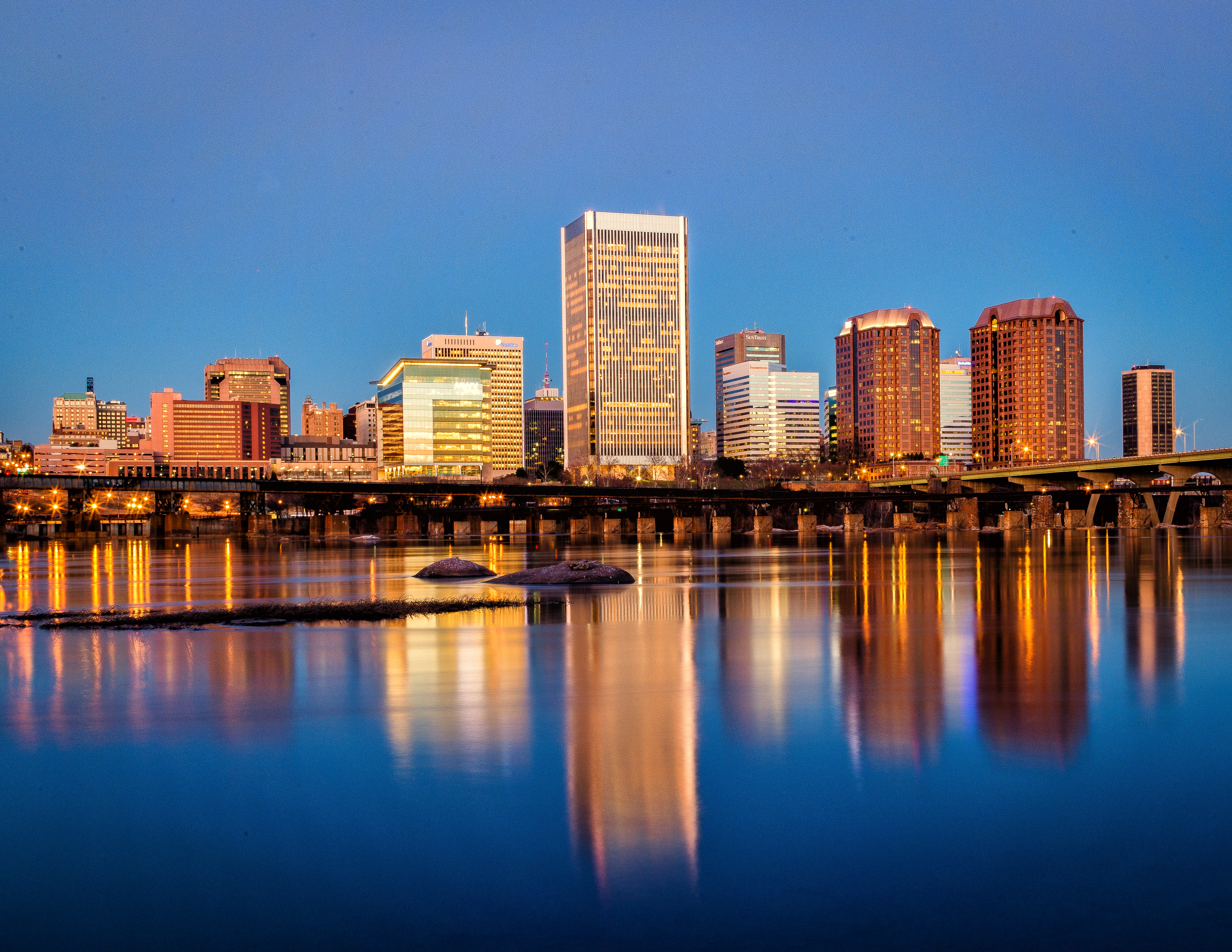
Virginia

Le tournoi de Richmond (Virginie, États-Unis) est un tournoi de tennis féminin du circuit professionnel WTA et masculin du circuit WCT.
La dernière édition de l'épreuve féminine date de 1984. Martina Navrátilová s'y est imposée deux fois successivement en simple, en 1979 et 1980.
Le tournoi masculin  a été disputé de 1970 à 1984 en salle sur moquette

## Palmarès dames

### Simple
| No | Date       | Nom et lieu du tournoi                        | Catégorie   | Dotation  | Surface         | Vainqueure           | Finaliste           | Score         |         |
| -- | ---------- | --------------------------------------------- | ----------- | --------- | --------------- | -------------------- | ------------------- | ------------- | ------- |
| 1  | 05-11-1970 | Virginia Slims of Richmond, Richmond          |             | 8 200 $   | Terre (int.)    | Billie Jean King     | Nancy Richey        | 6-3, 6-3      | Tableau |
| 2  | 20-03-1972 | Virginia Slims of Richmond, Richmond          | WT Pro Tour | 18 000 $  | Terre (int.)    | Billie Jean King     | Nancy Richey-Gunter | 6-3, 6-4      | Tableau |
| 3  | 12-03-1973 | Virginia Slims of Richmond, Richmond          |             | 25 000 $  | Terre (int.)    | Margaret Smith Court | Janet Newberry      | 6-2, 6-1      | Tableau |
| 4  | 13-08-1979 | Central Fidelity Bank International, Richmond |             | 100 000 $ | Moquette (int.) | Martina Navrátilová  | Kathy Jordan        | 6-1, 6-3      | Tableau |
| 5  | 21-07-1980 | Central Fidelity Bank International, Richmond |             | 100 000 $ | Moquette (int.) | Martina Navrátilová  | Mary Lou Piatek     | 6-3, 6-0      | Tableau |
| 6  | 10-08-1981 | Central Fidelity Bank International, Richmond |             | 100 000 $ | Moquette (int.) | Mary Lou Piatek      | Sue Barker          | 6-4, 6-1      | Tableau |
| 7  | 06-12-1982 | Central Fidelity Bank International, Richmond | Series 4    | 125 000 $ | Moquette (int.) | Wendy Turnbull       | Tracy Austin        | 6-7, 6-4, 6-2 | Tableau |
| 8  | 19-09-1983 | Central Fidelity Bank International, Richmond |             | 150 000 $ | Moquette (int.) | Rosalyn Fairbank     | Kathy Jordan        | 6-4, 5-7, 6-4 | Tableau |
| 9  | 24-09-1984 | Ginny of Richmond, Richmond                   | VS Tour C1+ | 50 000 $  | Dur (ext.)      | Joanne Russell       | Michaela Washington | 6-2, 4-6, 6-2 | Tableau |

### Double
| No | Date       | Nom et lieu du tournoi                       | Catégorie   | Dotation  | Surface         | Vainqueures                          | Finalistes                           | Score         |         |
| -- | ---------- | -------------------------------------------- | ----------- | --------- | --------------- | ------------------------------------ | ------------------------------------ | ------------- | ------- |
| 1  | 05-11-1970 | Virginia Slims of Richmond Richmond          |             | 8 200 $   | Terre (int.)    | Rosie Casals Billie Jean King        | Mary-Ann Eisel Valerie Ziegenfuss    | 6-4, 6-4      | Tableau |
| 2  | 20-03-1972 | Virginia Slims of Richmond Richmond          | WT Pro Tour | 18 000 $  | Terre (int.)    | Rosie Casals Billie Jean King        | Judy Tegart-Dalton Karen Krantzcke   | 7-5, 7-6      | Tableau |
| 3  | 12-03-1973 | Virginia Slims of Richmond Richmond          |             | 25 000 $  | Terre (int.)    | Margaret Smith Court Lesley Hunt     | Karen Krantzcke Betty Stöve          | 6-2, 7-6      | Tableau |
| 4  | 13-08-1979 | Central Fidelity Bank International Richmond |             | 100 000 $ | Moquette (int.) | Betty Stöve Wendy Turnbull           | Billie Jean King Martina Navrátilová | 6-1, 6-4      | Tableau |
| 5  | 21-07-1980 | Central Fidelity Bank International Richmond |             | 100 000 $ | Moquette (int.) | Billie Jean King Martina Navrátilová | Pam Shriver Anne Smith               | 6-4, 4-6, 6-3 | Tableau |
| 6  | 10-08-1981 | Central Fidelity Bank International Richmond |             | 100 000 $ | Moquette (int.) | Sue Barker Ann Kiyomura              | Kathy Jordan Anne Smith              | 4-6, 6-7, 6-4 | Tableau |
| 7  | 06-12-1982 | Central Fidelity Bank International Richmond | Series 4    | 125 000 $ | Moquette (int.) | Rosie Casals Candy Reynolds          | Joanne Russell Virginia Ruzici       | 6-3, 6-4      | Tableau |
| 8  | 19-09-1983 | Central Fidelity Bank International Richmond |             | 150 000 $ | Moquette (int.) | Rosalyn Fairbank Candy Reynolds      | Kathy Jordan Barbara Potter          | 6-7, 6-2, 6-1 | Tableau |
| 9  | 24-09-1984 | Ginny of Richmond Richmond                   | VS Tour C1+ | 50 000 $  | Dur (ext.)      | Elizabeth Minter Joanne Russell      | Jennifer Mundel Felicia Raschiatore  | 6-4, 3-6, 7-6 | Tableau |

## Palmarès messieurs

### Simple
| No | Date       | Nom et lieu du tournoi                        | Catégorie | Dotation  | Surface         | Vainqueur        | Finaliste        | Score              |  |
| -- | ---------- | --------------------------------------------- | --------- | --------- | --------------- | ---------------- | ---------------- | ------------------ |  |
| 1  | 15-02-1970 | , Richmond                                    |           | NC $      | Dur (ext.)      | Arthur Ashe      | Stan Smith       | 6-2, 13-11         |  |
| 2  | 08-02-1971 | , Richmond                                    |           | NC $      | Dur (int.)      | Ilie Năstase     | Arthur Ashe      | 3-6, 6-2, 6-4      |  |
| 3  | 07-02-1972 | , Richmond                                    |           | NC $      | Moquette (int.) | Rod Laver        | Cliff Drysdale   | 2-6, 6-3, 7-5, 6-3 |  |
| 4  | 29-01-1973 | , Richmond                                    |           | 50 000 $  | Moquette (int.) | Rod Laver        | Roy Emerson      | 6-4, 6-3           |  |
| 5  | 28-01-1974 | , Richmond                                    |           | 50 000 $  | Moquette (int.) | Ilie Năstase     | Tom Gorman       | 6-2, 6-3           |  |
| 6  | 27-01-1975 | , Richmond                                    |           | 60 000 $  | Moquette (int.) | Björn Borg       | Arthur Ashe      | 4-6, 6-4, 6-4      |  |
| 7  | 02-02-1976 | , Richmond                                    |           | 60 000 $  | Moquette (int.) | Arthur Ashe      | Brian Gottfried  | 6-2, 6-4           |  |
| 8  | 31-01-1977 | , Richmond                                    |           | 100 000 $ | Moquette (int.) | Tom Okker        | Vitas Gerulaitis | 3-6, 6-3, 6-4      |  |
| 9  | 30-01-1978 | , Richmond                                    |           | 175 000 $ | Moquette (int.) | Vitas Gerulaitis | John Newcombe    | 6-3, 6-4           |  |
| 10 | 29-01-1979 | United Virginia Bank Classic WCT, Richmond    |           | 175 000 $ | Moquette (int.) | Björn Borg       | Guillermo Vilas  | 6-3, 6-1           |  |
| 11 | 28-01-1980 | United Virginia Bank, Richmond                |           | 175 000 $ | Moquette (int.) | John McEnroe     | Roscoe Tanner    | 6-1, 6-2           |  |
| 12 | 02-02-1981 | United Virginia Bank Tennis Classic, Richmond |           | 175 000 $ | Moquette (int.) | Yannick Noah     | Ivan Lendl       | 6-1, 3-1, ab.      |  |
| 13 | 08-02-1982 | Richmond WCT Classic, Richmond                |           | 300 000 $ | Moquette (int.) | José Luis Clerc  | Fritz Buehning   | 3-6, 6-3, 6-4, 6-3 |  |
| 14 | 07-02-1983 | United Virginia Bank Tennis Classic, Richmond |           | 300 000 $ | Moquette (int.) | Guillermo Vilas  | Steve Denton     | 6-3, 7-5, 6-4      |  |
| 15 | 06-02-1984 | United Virginia Bank Tennis Classic, Richmond |           | 100 000 $ | Moquette (int.) | John McEnroe     | Steve Denton     | 6-3, 7-6           |  |

### Double
| No | Date       | Nom et lieu du tournoi                        | Catégorie | Dotation  | Surface         | Vainqueurs                   | Finalistes                       | Score         |  |
| -- | ---------- | --------------------------------------------- | --------- | --------- | --------------- | ---------------------------- | -------------------------------- | ------------- |  |
| 1  | 07-02-1972 | , Richmond                                    |           | NC $      | Moquette (int.) | Tom Okker Marty Riessen      | John Newcombe Tony Roche         | 7-6, 7-6      |  |
| 2  | 29-01-1973 | , Richmond                                    |           | 50 000 $  | Moquette (int.) | Roy Emerson Rod Laver        | Terry Addison Colin Dibley       | 3-6, 6-3, 6-4 |  |
| 3  | 28-01-1974 | , Richmond                                    |           | 50 000 $  | Moquette (ext.) | Nikola Pilić Allan Stone     | John Alexander Phil Dent         | 6-3, 3-6, 7-6 |  |
| 4  | 27-01-1975 | , Richmond                                    |           | 60 000 $  | Moquette (ext.) | Hans Kary Fred McNair        | Paolo Bertolucci Adriano Panatta | 7-6, 5-7, 7-6 |  |
| 5  | 02-02-1976 | , Richmond                                    |           | 60 000 $  | Moquette (int.) | Brian Gottfried Raúl Ramírez | Arthur Ashe Tom Okker            | 6-4, 7-5      |  |
| 6  | 31-01-1977 | , Richmond                                    |           | 100 000 $ | Moquette (int.) | Wojtek Fibak Tom Okker       | Ross Case Tony Roche             | 6-4, 6-4      |  |
| 7  | 30-01-1978 | , Richmond                                    |           | 175 000 $ | Moquette (int.) | Bob Hewitt Frew McMillan     | Vitas Gerulaitis Sandy Mayer     | 6-3, 7-5      |  |
| 8  | 29-01-1979 | United Virginia Bank Classic WCT, Richmond    |           | 175 000 $ | Moquette (int.) | Brian Gottfried John McEnroe | Ion Țiriac Guillermo Vilas       | 6-4, 6-3      |  |
| 9  | 28-01-1980 | United Virginia Bank, Richmond                |           | 175 000 $ | Moquette (int.) | Fritz Buehning Johan Kriek   | Brian Gottfried Frew McMillan    | 3-6, 6-3, 7-6 |  |
| 10 | 02-02-1981 | United Virginia Bank Tennis Classic, Richmond |           | 175 000 $ | Moquette (int.) | Tim Gullikson Bernard Mitton | Brian Gottfried Raúl Ramírez     | 3-6, 6-2, 6-3 |  |
| 11 | 08-02-1982 | Richmond WCT Classic, Richmond                |           | 300 000 $ | Moquette (int.) | Mark Edmondson Kim Warwick   | Syd Ball Rolf Gehring            | 6-4, 6-2      |  |
| 12 | 07-02-1983 | United Virginia Bank Tennis Classic, Richmond |           | 300 000 $ | Moquette (int.) | Pavel Složil Tomáš Šmíd      | Fritz Buehning Brian Teacher     | 6-2, 6-4      |  |
| 13 | 06-02-1984 | United Virginia Bank Tennis Classic, Richmond |           | 100 000 $ | Moquette (int.) | John McEnroe Patrick McEnroe | Steve Denton Kevin Curren        | 7-6, 6-2      |  |